# Wickliffe (Ohio)
Wickliffe ist City im Lake County im US-Bundesstaat Ohio. Das U.S. Census Bureau ermittelte bei der Volkszählung 2020 eine Einwohnerzahl von 12.652.
Die Nachfolge der Jeschive von Telšiai hat heute ihren Sitz in dem Ort am Eriesee etwa 20 Kilometer nordöstlich von Cleveland ebenso wie das Chemieunternehmen Lubrizol.

## Geographie
Wickliffes geographische Koordinaten lauten 41° 37′ N, 81° 28′ W (41,609398, −81,472905).
Nach den Angaben des United States Census Bureau hat die City ein Gebiet von 12,07 km², wovon 12,02 km² auf Land und 0,02 km² auf Gewässer entfallen.

## Coulby Mansion and Park
Zwischen 1913 und 1915 ließ Wickliffes erster Bürgermeister Harry C. Coulby, ein Speditionsunternehmer, das Coulby Mansion erbauen. Der Bau kostete seinerzeit über eine Million US-Dollar. Coulby Mansion war bis zu dessen Tod am 18. Januar 1929 das Wohnhaus Coulby. Später diente es unter anderem als katholische Mädchenschule, bevor die Stadtverwaltung das Bauwerk 1954 ankaufte. Seitdem wird es als Rathaus der Stadt genutzt. Das Bauwerk wurde 1979 in das National Register of Historic Places aufgenommen.